# Thalictrum coriaceum
Thalictrum coriaceum là một loài thực vật có hoa trong họ Mao lương. Loài này được (Britton) Small miêu tả khoa học đầu tiên năm 1893.